# La Palma, Ayutla de los Libres
La Palma är en ort i Mexiko.   Den ligger i kommunen Ayutla de los Libres och delstaten Guerrero, i den södra delen av landet, 280 km söder om huvudstaden Mexico City. La Palma ligger 695 meter över havet och antalet invånare är 166.
Terrängen runt La Palma är huvudsakligen kuperad, men västerut är den bergig. Runt La Palma är det ganska glesbefolkat, med 29 invånare per kvadratkilometer. Närmaste större samhälle är Ayutla de los Libres, 15,8 km nordväst om La Palma. I omgivningarna runt La Palma växer huvudsakligen savannskog.